# Governo da República da Irlanda
O Governo da Irlanda (em irlandês: Rialtas na hÉireann) é o gabinete que exerce autoridade executiva, na Irlanda. O governo é chefiado por um primeiro-ministro chamado Taoiseach, e um vice-primeiro-ministro chamado Tánaiste. O Taoiseach é nomeado pelo Presidente depois de ter sido designado pelo Dáil Éireann (Câmara Baixa do Parlamento). O então Presidente nomeia os restantes membros do Governo - cada funcionário é tratado como um "Ministro do Governo", depois de terem sido escolhidos pelo Taoiseach e aprovados pelo Dáil. O Governo deve gozar da confiança do Dáil para se permanecer no cargo.